# Saman (Verwaltungsbezirk)
Saman (persisch شهرستان بن) ist ein Schahrestan in der Provinz Tschahār Mahāl und Bachtiyāri im Iran. Die Hauptstadt des Kreises ist Saman. 

## Demografie
Bei der Volkszählung 2016 betrug die Einwohnerzahl des Kreises 34.616. Die Alphabetisierung lag bei 86 Prozent der Bevölkerung. Knapp 41 Prozent der Bevölkerung lebten in urbanen Regionen.
| Zensusjahr | Einwohnerzahl |
| ---------- | ------------- |
| 2011       | 35.895        |
| 2016       | 34.616        |